# Sevirato
El sevirato fue una de las magistraturas menores urbanas de la Antigua Roma, con un carácter semioficial, predominantemente honorario.
El sevirato augustal, cargo de las coloniae y municipia romanos, estaba principalmente vinculada a los libertos destacados en cada comunidad local. Fue creado por Augusto o Tiberio, principalmente para la península itálica, que se extendería prontamente por las provincias occidentales del Imperio.
La institución estaba vinculada al culto imperial provincial, que se organizaba en las principales ciudades municipales, donde, de hecho, el cargo lo ocupaban generalmente los libertos enriquecidos, con actos religiosos en honor de la dinastía reinante, consistiendo principalmente en la organización de juegos y espectáculos.
Entre estos, por su gran importancia, destacaban las luchas de gladiadores para cuya organización se necesitaban grandes sumas de dinero, que muchas veces habían acumulado los libertos, gracias a los diversos tipos de negocios donde habían tenido éxito, fundamentalmente en actividades artesanales, comerciales o financieras.
El sevirato asumió así un fuerte valor simbólico para los libertos enriquecidos, como un medio de testimoniar, no solo la liberación de la esclavitud, sino sobre todo, una forma de tener su propio ascenso social por otra vía, ya que su estatus jurídico le impedía tener otros cargos oficiales.